# Іст-Форк (Аризона)
Іст-Форк (англ. East Fork) — переписна місцевість (CDP) в США, в окрузі Навахо штату Аризона. Населення — 672 особи (2020).

## Географія
Іст-Форк розташований за координатами 33°48′39″ пн. ш. 109°55′15″ зх. д. / 33.81083° пн. ш. 109.92083° зх. д. (33.810700, -109.920936). За даними Бюро перепису населення США в 2010 році переписна місцевість мала площу 5,02 км², з яких 5,02 км² — суходіл та 0,00 км² — водойми. В 2017 році площа становила 5,34 км², з яких 5,34 км² — суходіл та 0,00 км² — водойми.

## Демографія
Згідно з переписом 2010 року, у переписній місцевості мешкало 699 осіб у 149 домогосподарствах у складі 128 родин. Густота населення становила 139 осіб/км². Було 170 помешкань (34/км²).
Расовий склад населення:
| - 99,3 % — корінних американців - 0,1 % — білих |

До двох чи більше рас належало 0,6 %. Частка іспаномовних становила 2,6 % від усіх жителів.
За віковим діапазоном населення розподілялося таким чином: 38,1 % — особи молодші 18 років, 55,7 % — особи у віці 18—64 років, 6,2 % — особи у віці 65 років та старші. Медіана віку мешканця становила 22,6 року. На 100 осіб жіночої статі у переписній місцевості припадало 96,9 чоловіків; на 100 жінок у віці від 18 років та старших — 91,6 чоловіків також старших 18 років.
Середній дохід на одне домашнє господарство становив 19 956 доларів США (медіана — 15 994), а середній дохід на одну сім'ю — 26 845 доларів (медіана — 18 350). Медіана доходів становила 16 875 доларів для чоловіків та 27 344 долари для жінок. За межею бідності перебувало 47,8 % осіб, у тому числі 48,9 % дітей у віці до 18 років та 66,3 % осіб у віці 65 років та старших.
Цивільне працевлаштоване населення становило 105 осіб. Основні галузі зайнятості: освіта, охорона здоров'я та соціальна допомога — 30,5 %, сільське господарство, лісництво, риболовля — 17,1 %, будівництво — 14,3 %, роздрібна торгівля — 13,3 %.